# یوشی‌زاکی-گوبو

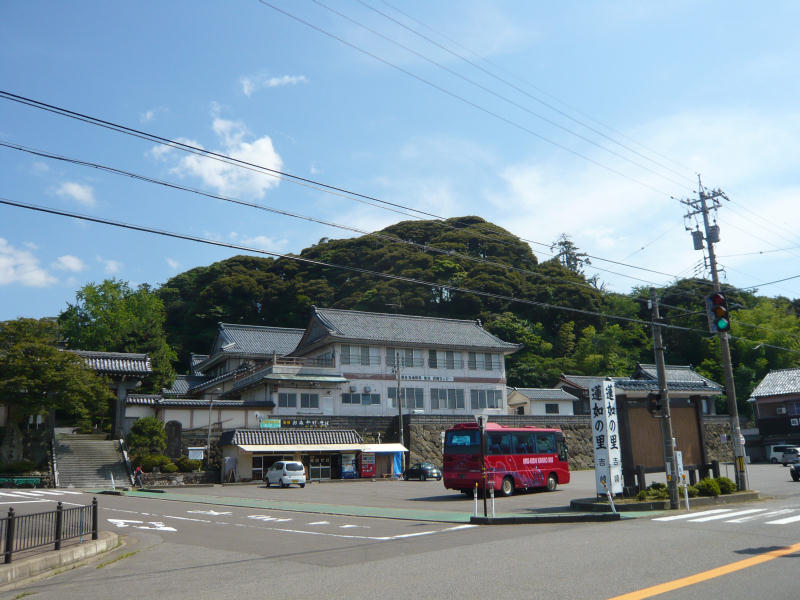
نمایی از معبد یوشی‌زاکی-گوبو در در استان فوکوئی، ژاپن - ۲۰۱۳

یوشی‌زاکی-گوبو (به ژاپنی: 吉崎御坊 Yoshizaki-gobō) نام یک معبد در شهرک «آراواشی» در شهرستان ساکای در استان فوکوئی در ژاپن بود. این معبد به علت ارتباط با رننیو راهب بودایی و بنیان‌گذار ایکو-شو (شاخه نظامی راهبان بودایی) در محل این معبد در ولایت اچیزن شناخته می‌شود. در سال ۱۵۰۶ ولایت اچیزن مورد حمله خاندان آساکورا دایمیوی ولایت کاگا قرار گرفت. شورش بر ضد این حمله شکست خورد. محل زندگی راهبان ویران شد و معبد پس از آن متروک ماند.